# سد سنت پترزبورگ

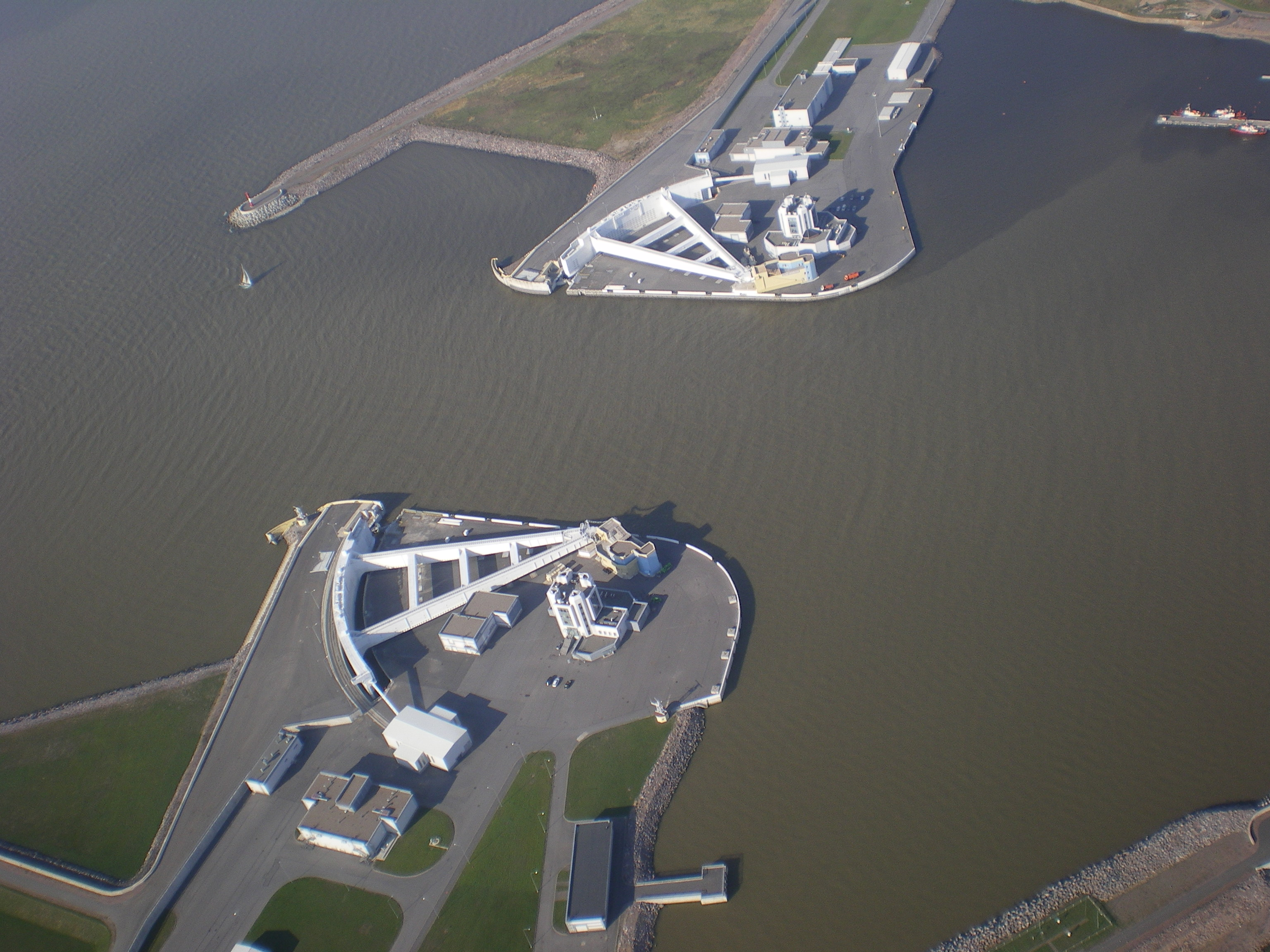
گذرگاه ناوبری اس-۱

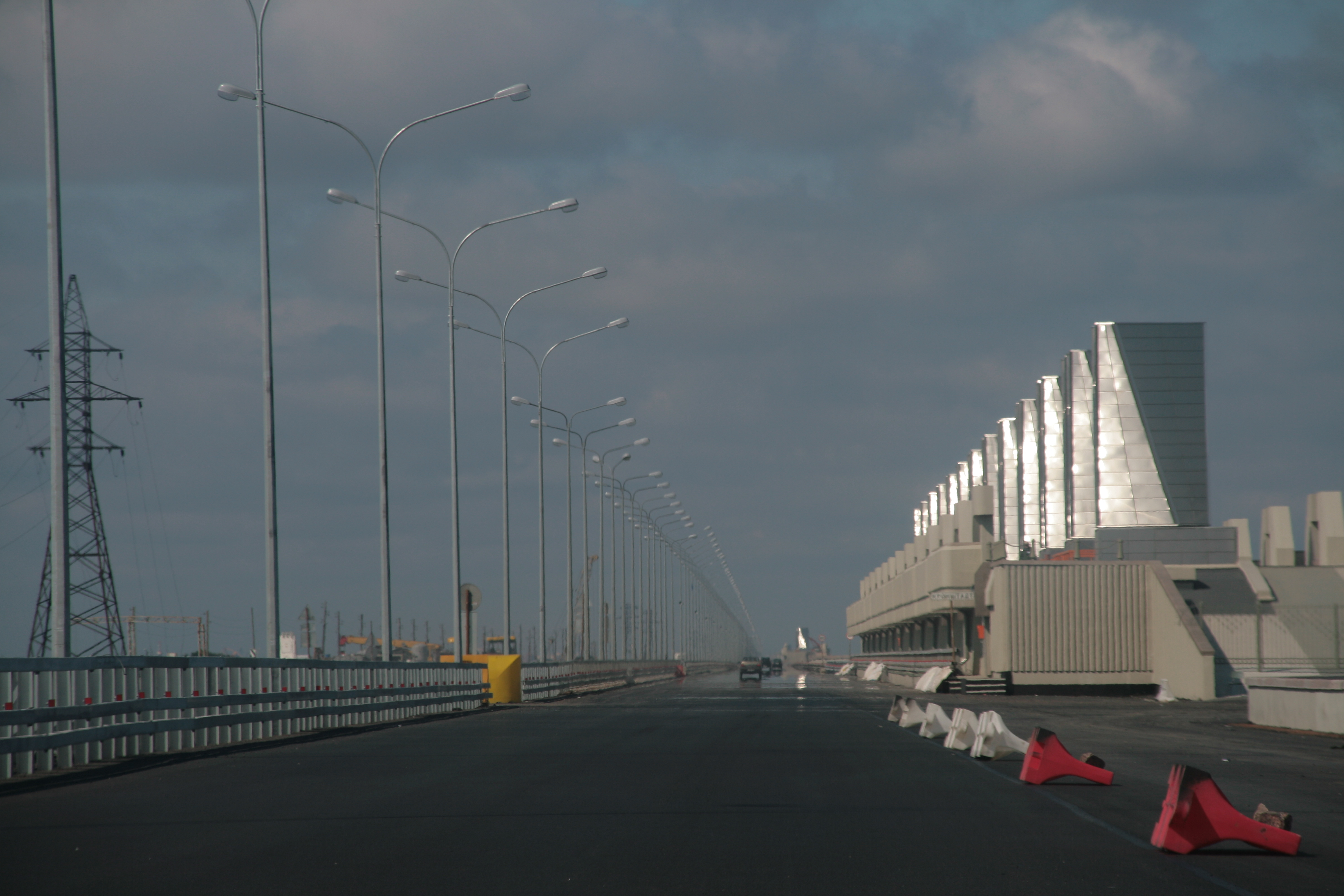
بخشی از جاده کمربندی سن پترزبورگ بر فراز سد

مجتمع تأسیسات پیشگیری از سیل سنت پترزبورگ (روسی: Ко́мплекс защи́тных сооруже́ний Санкт-Петербу́рга от наводне́ний، ت. «kómpleks zashchítnykh sooruzhéniy Sankt-Peterbúrga ot navodnéniy») که به‌طور غیررسمی سد سنت پترزبورگ نامیده می‌شود، یک ۲۵ کیلومتر (۱۶ مایل) است. مجموعه‌ای طولانی از سدها برای کنترل سیل در نزدیکی پترزبورگ، روسیه. این سد از لومونوسوف به سمت شمال تا جزیره کوتلین (و شهر کرونشتات) امتداد دارد، سپس به سمت شرق به سمت دماغه لیسی نوس در نزدیکی سسترورتسک می‌پیچد.
این مجموعه با جدا کردن خلیج نوا از بقیه خلیج فنلاند، برای محافظت از سن پترزبورگ در برابر امواج طوفان در نظر گرفته شده است. تونل سد همچنین به عنوان آخرین بخش جاده کمربندی سن پترزبورگ عمل می‌کند. بخش‌های شمالی و جنوبی سد مانند دو پل غول‌پیکر عمل می‌کنند و دسترسی از سرزمین اصلی به جزیره کوتلین و کرونشتات را فراهم می‌کنند.
از نظر تاریخی، موج‌های طوفان از خلیج فارس باعث ایجاد بیش از ۳۰۰ سیل با شدت‌های مختلف در داخل شهر شده‌اند که برخی از آنها اثرات مخربی داشته‌اند. این سد قابلیت محافظت از شهر در برابر افزایش آب تا ۵ متر (۱۶ فوت) را دارد. . اولین استفاده از آن برای جلوگیری از ورود آب بالتیک به خلیج نوا در ۲۸ نوامبر ۲۰۱۱ منجر به افزایش سطح آب به میزان ۱٫۳ متر از سطح دریا (معادل متر مکعب) شد، که پایین‌تر از سطح سیل ۱٫۶ متر مکعب بر اساس سیستم مختصات بالتیک است. این امر از وقوع سیلی که می‌توانست سیصد و نهمین سیل در تاریخ ثبت شده شهر باشد، جلوگیری کرد و حدود ۱٫۳ میلیارد روبل از خسارات پیش‌بینی شده را صرفه‌جویی نمود.
ساخت مجتمع پیشگیری از سیل در سال ۱۹۷۸ آغاز شد و به یکی از طولانی‌ترین پروژه‌های ساختمانی در روسیه تبدیل شد. پس از یک توقف طولانی در دهه ۱۹۹۰ و اوایل دهه ۲۰۰۰، ساخت و ساز در سال ۲۰۰۵ به دلیل مداخله ولادیمیر پوتین، رئیس‌جمهور روسیه، که اهل سن پترزبورگ است، از سر گرفته شد. پوتین سرانجام مجتمع تکمیل شده را در سال ۲۰۱۱ افتتاح کرد، زمانی که تمام تأسیسات در قسمت جنوبی سد به همراه ۱٫۲ کیلومتر (۰٫۷۵ مایل) … تکمیل شد. تونل جاده‌ای زیرآبی طولانی زیر قفل جنوبی اصلی، طولانی‌ترین تونل زیرآبی در روسیه.
بیش از ۳۰ دستگاه تصفیه آب در اطراف سد نصب شده است که بخشی از یک برنامه بزرگتر برای پاکسازی آب در خلیج نوا است.

## مشخصات

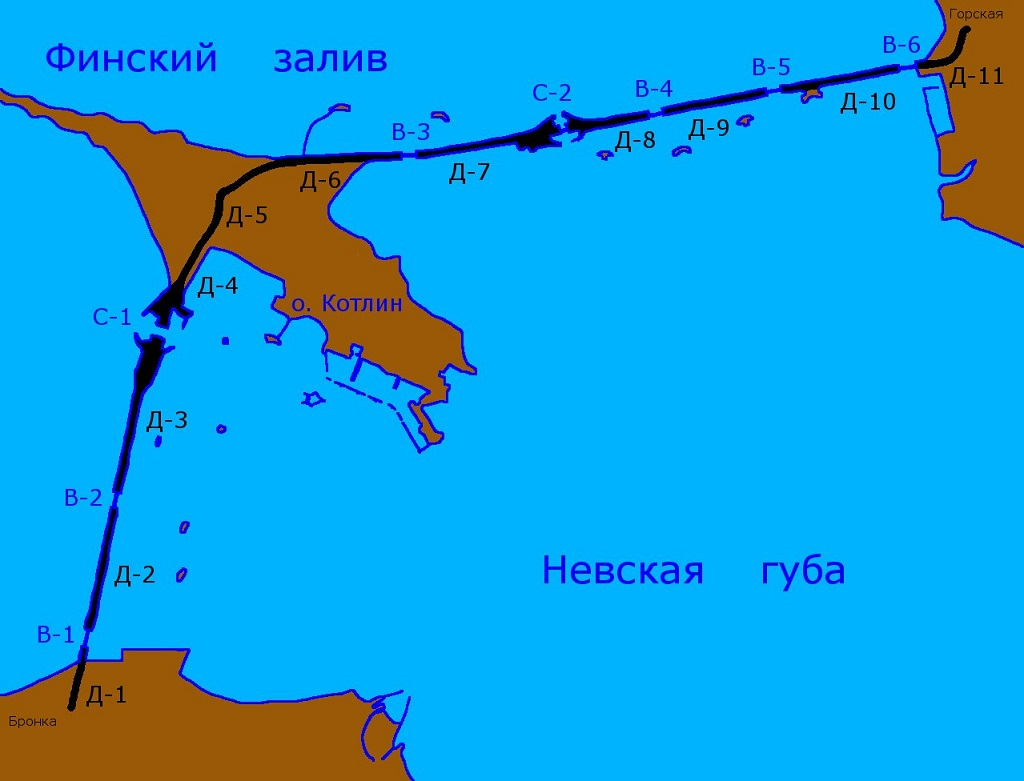
طرح سد سن پترزبورگ

این سد بر روی خلیج فنلاند قرار دارد و جزیره کوتلین (کرونشتات) در مرکز آن قرار دارد. این سد به ۲۵٫۴ کیلومتر (۱۵٫۸ مایل) امتداد دارد. و ۸ متر (۲۶ فوت) می‌ایستد بالاتر از سطح دریا. این پل شامل دو دهانه بزرگ برای کشتیرانی است که در صورت تهدید سیل می‌توانند بسته شوند. ساخت و ساز در سال ۱۹۷۹ آغاز شد اما در تحولات سیاسی و اقتصادی روسیه در دهه ۱۹۹۰ متوقف شد. سال‌ها بعد از سر گرفته شد و سرانجام در سال ۲۰۱۱ به پایان رسید. مزیت اصلی که اکثر مردم به آن اشاره می‌کنند  کنترل سیل نیست، بلکه بهبود جریان ترافیک است، زیرا این سد جاده کمربندی سن پترزبورگ را تکمیل می‌کند.

## سیل در رودخانه نوا
ست پترزبورگ از سیل‌های مکرر (بیش از ۳۴۰ مورد در تاریخ ثبت شده) رنج می‌برد که برخی از آنها بلایای طبیعی هستند. این شهر در باتلاق‌های زهکشی شده، جزایر و زمین‌های پست در مصب رودخانه نوا واقع شده است، جایی که سیل رایج است. جریان از دریاچه لادوگا قابل توجه است و جریان نوا سریع است، اما سیل عموماً ناشی از برگشت آب از نوا از خروجی آن، خلیج فنلاند، است. اکثر رودخانه‌ها در دوره‌های جریان فوق‌العاده زیاد طغیان می‌کنند، اما نوا معمولاً در اواخر پاییز طغیان می‌کند.
در متون اولیه، بادهای شدید از خلیج فنلاند اغلب به عنوان علت سیل نوا ذکر می‌شدند، اما دانشمندان اکنون زنجیره پیچیده‌تر آب و هواشناسی پشت آن را درک می‌کنند. یک منطقه کم‌فشار در اقیانوس اطلس شمالی به سمت ساحل حرکت می‌کند و باعث ایجاد پایین‌ترین دماهای سیکلونی در دریای بالتیک می‌شود. فشار کم سیکلون، مقادیر بیشتری از آب را به دریای بالتیک که عملاً محصور در خشکی است، جذب می‌کند.با ادامه سیکلون به سمت خشکی، امواج بلند و کم‌فرکانس در دریای بالتیک ایجاد می‌شوند. هنگامی که امواج به خلیج باریک و کم‌عمق نوا می‌رسند، بسیار بلندتر می‌شوند و در نهایت از خاکریزهای نوا عبور می‌کنند.
بدترین سیل از این نوع در ۱۹ نوامبر ۱۸۲۴ رخ داد، زمانی که سطح آب ۴٫۲۱ متر (۱۳٫۸ فوت) افزایش یافت. بالاتر از حد معمول. نمایشنامه‌نویس الکساندر گریبایدوف نوشت: «خاکریزهای کانال‌های مختلف ناپدید شده و همه کانال‌ها به هم پیوسته بودند. درختان صد ساله در باغ تابستانی از زمین کنده شده و در ردیف‌هایی قرار گرفته بودند، ریشه‌هایشان به سمت بالا بود.» هنگامی که آب‌ها فروکش کردند، ۵۶۹ نفر کشته و هزاران نفر دیگر زخمی یا بیمار شدند - بیش از ۳۰۰ ساختمان شسته شده بود. سیل ۱۸۲۴ زمینه‌ساز شعر معروف الکساندر پوشکین، سوارکار برنزی (۱۸۳۴) است. سیل‌های فاجعه‌بار دیگری در سال‌های ۱۷۷۷ و ۱۹۲۴ رخ داد. یکی از جدیدترین سیل‌ها در ۱۸–۱۹ اکتبر ۱۹۹۸ رخ داد، زمانی که سطح آب به ۲٫۲ متر (۷٫۲ فوت) رسید.

### تأثیرات میراث جهانی
این سد از میان قلعه‌های تاریخی شمالی کرونشتات که یک میراث جهانی است، عبور می‌کند.